# Stanisław Maciaszczyk
Stanisław Maciaszczyk (ur. 14 maja 1910 w Łodzi, zm. 26 czerwca 1977 w Toruniu) – polski inżynier elektryk, łodzianin, czołowy działacz Polskiego Towarzystwa Turystyczno-Krajoznawczego w Łodzi, łódzki przewodnik, oprowadzał także wycieczki po Toruniu (podczas ostatniej tam zmarł).

## Życiorys
Ukończył Państwową Szkołę Techniczno-Przemysłową w Łodzi. Pracował w Gazowni Łódzkiej, następnie w Dyrekcji Budowy Linii Wysokich Napięć, zaś ostatnich wiele lat aż do emerytury w Zjednoczeniu Przemysłu Ceramicznego.
Przed wojną zakładał instalację elektryczną w Domu im. Marszałka Józefa Piłsudskiego (obecny Łódzki Dom Kultury przy ul. R. Traugutta 18). Mimo że nie odbył studiów politechnicznych, posiadał tytuł inżyniera (tzw. „NOT-owski“, przyznany pewnej grupie ludzi techniki za doświadczenie zawodowe, w trybie wyjątkowym, po spełnieniu pewnych wymogów formalnych).
Działał wyłącznie społecznie w zakresie krajoznawstwa i turystyki. Działał w Polskim Towarzystwie Turystyczno-Krajoznawczym w Łodzi od 1953, od momentu uzyskania uprawnień przewodnickich. Przez kilka kadencji był członkiem kolejno Zarządu Oddziału PTTK w Łodzi i Oddziałowej Komisji Rewizyjnej, jej wiceprzewodniczącym. Także członkiem Prezydium Zarządu Okręgu PTTK w Łodzi. Był współorganizatorem Klubu Turystów Kolarzy PTTK i jako jeden z pierwszych uzyskał uprawnienia Przodownika Turystyki Kolarskiej. Zdobył także uprawnienia Przodownika Turystyki Pieszej. Był Społecznym Opiekunem Zabytków. Był członkiem Okręgowej Komisji Opieki nad Zabytkami PTTK Łódź i Okręgowej Komisji Ochrony Przyrody. W Kole Przewodników PTTK w Łodzi działał przez 24 lata pełniąc różne odpowiedzialne funkcje: wiceprezes, skarbnik, przewodniczący Komisji Rewizyjnej. Od 1968 był członkiem redakcji Biuletynu PTTK w Łodzi (obecnie Wędrownik), autorem wielu wartościowych artykułów o Łodzi i regionie. Zdobył Brązowy Laur podczas V Turnieju Krasomówczego Przewodników w Golubiu-Dobrzyniu w 1976.
Zmarł nagle 26 czerwca 1977 podczas oprowadzania po Toruniu wycieczki łodzian. Pochowany na Starym Cmentarzu w Łodzi przy ul. Ogrodowej.

## Odznaczenia
- Srebrny Krzyż Zasługi
- Złota Odznaka „Zasłużony Działacz Turystyki“
- Złota Honorowa Odznaka PTTK
- Honorowa Odznaka Miasta Łodzi
- Honorowa Odznaka Województwa Łódzkiego
- liczne odznaczenia wewnątrzorganizacyjne PTTK